# The Queen of Sheba
The Queen of Sheba is een Amerikaanse film uit 1921. 

## Rolverdeling
| Acteur         | Personage         |
| -------------- | ----------------- |
| Betty Blythe   | Koningin van Seba |
| Fritz Leiber   | Salomo            |
| George Nichols | Koning David      |